# Kabinett Altmeier III
Das Kabinett Altmeier III war das fünfte Kabinett der Landesregierung des Landes Rheinland-Pfalz nach dem Zweiten Weltkrieg. Es begann am 1. Juni 1955 und wurde vom Kabinett Altmeier IV abgelöst.

## Landesregierung
| Amt                                 | Name                                              | Partei | Partei    |
| ----------------------------------- | ------------------------------------------------- | ------ | --------- |
| Ministerpräsident                   | Peter Altmeier                                    |        | CDU       |
| Wirtschaft und Verkehr              | Peter Altmeier                                    |        | CDU       |
| Inneres und Soziales                | Alois Zimmer bis 15. Oktober 1957 Otto van Volxem |        | CDU       |
| Justiz                              | Bruno Becher                                      |        | FDP       |
| Unterricht und Kultus               | Albert Finck bis 11. September 1956 Eduard Orth   |        | CDU       |
| Finanzen und Wiederaufbau           | Wilhelm Nowack bis 11. November 1958              |        | FDP       |
| Finanzen und Wiederaufbau           | Hans Georg Dahlgrün                               |        | parteilos |
| Landwirtschaft, Weinbau und Forsten | Oskar Stübinger                                   |        | CDU       |